# 通戈島
通戈島是阿爾巴尼亞和希腊的島嶼，位於愛奧尼亞海，長0.23公里、寬0.18公里，面積0.024平方公里，島上無人居住。
39°41′24″N 20°00′22″E / 39.690°N 20.006°E